# WWE Vintage
WWE Vintage è un programma televisivo prodotto dalla WWE, presentato da Gene Okerlund e Renee Young.
Vintage va in onda in Canada nel canale Sportsnet 360, nel Regno Unito e in Irlanda su Sky Sports (fino al 2014), in Australia su FOX8 (fino a metà 2013), in Sudafrica su eKasi+, nelle Filippine su Fox Channel Asia, in India, Bangladesh e Pakistan su Ten Sports, nel Medio Oriente su ShowSports 4 e in Giappone su J Sports. Ai primi di settembre 2012, Astro SuperSport 3 aggiunse Vintage in Malaysia.. In Italia è andato in onda fino al 2015 su Eurosport, mentre dal 2017 va in onda sui canali Sky Sport.
Lo show debuttò a giugno 2008 come una collezione Vintage, rimpiazzando Heat (attualmente ancora in onda). Ogni episodio racchiude circa 4 o 5 match riguardo a un tema particolare (wrestler, eventi, storyline ecc...). Alcuni temi possono durare anche 3 o 4 episodi, senza contare quello iniziale.